# Diego Botín
Diego Botín-Sanz de Sautuola y Le Chever (Madrid, 25 de diciembre de 1993) es un deportista español que compite en vela en la clase 49er.
Ganó cuatro medallas en el Campeonato Mundial de 49er entre los años 2020 y 2024, y cuatro medallas en el Campeonato Europeo de 49er entre los años 2016 y 2022.
Participó en tres Juegos Olímpicos de Verano, obteniendo una medalla de oro en París 2024, en la clase 49er (junto con Florian Trittel), el noveno lugar en Río de Janeiro 2016 y el cuarto en Tokio 2020, en la misma clase.
Forma parte del equipo español de Sail GP.
En 2024 fue elegido Regatista Mundial del Año de la ISAF.

## Biografía
Nació en Madrid, pero reside en Santander. Es nieto de Jaime Botín; sobrino del diseñador naval Marcelino Botín Naveda; e hijo de Gonzalo Botín, un armador de barcos de crucero. A la edad de siete años ingresó en el Centro de Alto Rendimiento de Vela "Príncipe Felipe", compitiendo en la clase Optimist, en la que se proclamó subcampeón de Europa en Polonia con doce años. Tuvo que cambiar de clase debido a su estatura y se pasó a la clase L'Equipe, en la que ganó el Campeonato de Europa en 2008. Tras un breve periodo en el que navegó en 420, pasó a la clase 49er, en la que participó en los Juegos Olímpicos de Río de Janeiro, junto con Iago López, quedando en el noveno puesto con 120 puntos. En su segunda participación olímpica, en Tokio 2020, nuevamente al lado de Iago López, terminó en cuarta posición, con 70 puntos, los mismos que sus directos rivales, el bote alemán, pero perdiendo la medalla de bronce por terminar la «medal race» cinco puestos por detrás de estos. En París 2024 se coronó campeón olímpico al lado de Florian Trittel, ganando la «medal race» y con 70 puntos totales en la clasificación general.
En el Campeonato Mundial de 2020 ganó junto con Iago López la medalla de plata, siendo solo superados por los neozelandeses Peter Burling y Blair Tuke. En el Mundial de 2022 obtuvo nuevamente una medalla de plata, esta vez con Florian Trittel, al quedar segundos en la clasificación final tras los neerlandeses Bart Lambriex y Floris van de Werken, y en los Mundiales de 2023 y 2024 consiguió la medalla de bronce. Además, se proclamó tres veces campeón de Europa, en 2016, 2018 y 2022.
Estudió Ingeniería Técnica Naval en la Universidad de Cantabria.

## Palmarés internacional
| \| Juegos Olímpicos \| Juegos Olímpicos \| Juegos Olímpicos \| Juegos Olímpicos \| \| Año \| Lugar \| Medalla \| Clase \| \| ------------------ \| -------------------------- \| ----------------- \| ---------------- \| \| 2024 \| París (Francia) \| Medalla de oro \| 49er \| \| Campeonato Mundial \| \| \| \| \| Año \| Lugar \| Medalla \| Clase \| \| 2020 \| Geelong (Australia) \| Medalla de plata \| 49er \| \| 2022 \| St. Margarets Bay (Canadá) \| Medalla de plata \| 49er \| \| 2023 \| La Haya (Países Bajos) \| Medalla de bronce \| 49er \| \| 2024 \| Lanzarote (España) \| Medalla de bronce \| 49er \| \| Campeonato Europeo \| \| \| \| \| Año \| Lugar \| Medalla \| Clase \| \| 2016 \| Barcelona (España) \| Medalla de oro \| 49er \| \| 2018 \| Gdynia (Polonia) \| Medalla de oro \| 49er \| \| 2019 \| Weymouth (Reino Unido) \| Medalla de bronce \| 49er \| \| 2022 \| Aarhus (Dinamarca) \| Medalla de oro \| 49er \| |                            |                   |       |
| Juegos Olímpicos |                            |                   |       |
| Año | Lugar                      | Medalla           | Clase |
| 2024 | París (Francia)            | Medalla de oro    | 49er  |
| Campeonato Mundial |                            |                   |       |
| Año | Lugar                      | Medalla           | Clase |
| 2020 | Geelong (Australia)        | Medalla de plata  | 49er  |
| 2022 | St. Margarets Bay (Canadá) | Medalla de plata  | 49er  |
| 2023 | La Haya (Países Bajos)     | Medalla de bronce | 49er  |
| 2024 | Lanzarote (España)         | Medalla de bronce | 49er  |
| Campeonato Europeo |                            |                   |       |
| Año | Lugar                      | Medalla           | Clase |
| 2016 | Barcelona (España)         | Medalla de oro    | 49er  |
| 2018 | Gdynia (Polonia)           | Medalla de oro    | 49er  |
| 2019 | Weymouth (Reino Unido)     | Medalla de bronce | 49er  |
| 2022 | Aarhus (Dinamarca)         | Medalla de oro    | 49er  |